# Leumolen
De Leumolen of Sint-Ursulamolen is een watermolen op de Leubeek, bij Nunhem, in de Nederlandse gemeente Leudal. Deze fungeert als korenmolen en oliemolen. Het betreft een onderslagmolen. De molen werd in 1970 rijksmonument,

## Geschiedenis
De molen werd voor het eerst vermeld in 1461, hoewel er al een vermelding is van een molen te Nunhem uit 1276, maar het is niet zeker of dat dezelfde molen betrof.
De molen en de bijbehorende boerderij de Leuhof waren een leen van het Graafschap Horn (de leenheer). In 1701 verwierf het Klooster Sint-Elisabethsdal het goed in beheer door koop, maar het bleef een leen van de graven van Horn. In 1773 werd een stenen molen gebouwd ter vervanging van de vervallen voorganger, die in vakwerkbouw was uitgevoerd. Het jaartal "1773" is nog in een anker aanwezig. Toen is ook de korenmolen met een oliemolen uitgebreid. Het dak werd bekroond met een torentje.
In 1796 werden molen en hof door de Fransen in beslag genomen en verkocht aan particulieren. In 1822 kwam ze in bezit van de familie Waegemans, die op Kasteel Nunhem woonde. Deze familie verpachtte de molen. In 1828 werd een aanvraag gedaan de molen met een pelmolen uit te breiden. In het begin van de 20e eeuw werd het houten waterrad vervangen door een Girard-turbine.
In 1935 verkocht de laatste erfgename de Leumolen aan een andere particulier om in 1956 aan de Staat verkocht te worden. De molen is in beheer bij Staatsbosbeheer.
De molen is in bedrijf geweest tot de jaren 50 van de 20e eeuw, waarna ze is stilgelegd. In 1961 is ze gerestaureerd en was ze als korenmolen weer maalvaardig. Er kwam een nieuw houten waterrad. In 2008 werd ook de oliemolen gerestaureerd en kon er weer olie worden geslagen.

## Ursula
In een nis is een beeld van de heilige Ursula aangebracht. Dit is vermoedelijk in de 19e eeuw gebeurd. Het originele, sterk verweerde, beeld is in 1935 weggehaald en aan het Stedelijk Museum te Roermond geschonken. In 1961 is een nieuw beeld geplaatst, vervaardigd door Eugène Eggen.